# Aliszer Szukurow
Aliszer Szukurow (ros. Шукуров Алишер; ur. 30 marca 2002 w Wachszu) – tadżycki piłkarz, występujący na pozycji pomocnika w gruzińskim klubie Dinamo Tbilisi oraz w reprezentacji Tadżykistanu. Uczestnik Pucharu Azji 2023.

## Mecze w reprezentacji
Na podstawie:

### Puchar Azji 2023
| Mecze i gole w reprezentacji podczas Pucharu Azji 2023 | Mecze i gole w reprezentacji podczas Pucharu Azji 2023 | Mecze i gole w reprezentacji podczas Pucharu Azji 2023 | Mecze i gole w reprezentacji podczas Pucharu Azji 2023 | Mecze i gole w reprezentacji podczas Pucharu Azji 2023 | Mecze i gole w reprezentacji podczas Pucharu Azji 2023 | Mecze i gole w reprezentacji podczas Pucharu Azji 2023 | Mecze i gole w reprezentacji podczas Pucharu Azji 2023 |
| Lp.                                                    | Data                                                   | Miasto                                                 | Przeciwnik                                             | Wynik                                                  | Gole                                                   | Inne                                                   | Faza rozgrywek                                         |
| ------------------------------------------------------ | ------------------------------------------------------ | ------------------------------------------------------ | ------------------------------------------------------ | ------------------------------------------------------ | ------------------------------------------------------ | ------------------------------------------------------ | ------------------------------------------------------ |
| 1.                                                     | 13.01.2024                                             | Doha                                                   | Chiny                                                  | 0:0 (0:0)                                              |                                                        |                                                        | Faza grupowa                                           |
| 2.                                                     | 17.01.2024                                             | Al-Chaur                                               | Katar                                                  | 0:1 (0:1)                                              |                                                        |                                                        | Faza grupowa                                           |
| 3.                                                     | 22.01.2024                                             | Doha                                                   | Liban                                                  | 2:1 (0:0)                                              |                                                        |                                                        | Faza grupowa                                           |
| 4.                                                     | 28.01.2024                                             | Ar-Rajjan                                              | Zjednoczone Emiraty Arabskie                           | 1:1 (k.5:3)                                            |                                                        |                                                        | 1/8 finału                                             |
| 5.                                                     | 02.02.2024                                             | Ar-Rajjan                                              | Jordania                                               | 0:1 (0:0)                                              |                                                        | 79'                                                    | Ćwierćfinał                                            |

## Sukcesy
Na podstawie:
Brak ważniejszych osiągnięć.